# On a Day Like Today
On a Day Like Today är ett studioalbum av Bryan Adams, utgivet 1998.

## Låtlista
| Nr  | Titel                                                     | Kompositör            | Längd |
| --- | --------------------------------------------------------- | --------------------- | ----- |
| 1.  | How Do Ya Feel Tonight                                    | Adams, Thornalley     | 4:46  |
| 2.  | C'mon C'mon C'mon                                         | Adams, Peters         | 3:36  |
| 3.  | Getaway                                                   | Adams, Peters         | 3:47  |
| 4.  | On a Day Like Today                                       | Adams, Thornalley     | 3:28  |
| 5.  | Fearless                                                  | Adams, Peters         | 3:52  |
| 6.  | I'm a Liar                                                | Adams, Peters         | 4:16  |
| 7.  | Cloud Number Nine                                         | Adams, Martin, Peters | 3:45  |
| 8.  | When You're Gone                                          | Adams, Kennedy        | 3:24  |
| 9.  | Inside Out                                                | Adams, Peters         | 4:43  |
| 10. | If I Had You                                              | Adams                 | 4:03  |
| 11. | Before the Night Is Over                                  | Adams, Martin         | 3:48  |
| 12. | I Don't Wanna Live Forever                                | Adams, Peters         | 3:14  |
| 13. | Where Angels Fear to Tread                                | Adams, Peters         | 3:47  |
| 14. | Lie to Me (bonusspår i Europa, Sydamerika och Australien) | Adams, Kennedy        | 4:37  |

## Medverkande
- Bryan Adams - gitarrer, piano, sång
- Mickey Curry - trummor
- Keith Scott - bas, gitarr
- Phil Thornalley - gitarr, bas, stråkarrangemang
- Dave Pickell - piano, orgel
- Danny Cummings - slagverk
- Melanie C - sång ("When You're Gone")

## Listplaceringar
| Lista (1998)   | Topplacering |
| -------------- | ------------ |
| Kanada         | 3            |
| Storbritannien | 11           |

### Fotnoter
1. ↑  Allmusic-recension
2. ↑  ”Entertainment Weekly-recension”. Arkiverad från originalet den 31 maj 2012. https://web.archive.org/web/20120531104751/http://www.ew.com/ew/article/0,,285473,00.html. Läst 14 november 2014.
3. ↑  Nathan Brackett, Christian Hoard (2004). The Rolling Stone Album Guide. New York City, New York: Simon and Schuster. ISBN 0-7432-0169-8. http://books.google.com/books?id=t9eocwUfoSoC&pg=PA6&lpg=PA6&dq=rolling+stone+bryan+adams+album+guide&source=bl&ots=BiMjqn0O-5&sig=LN1aRK1zjOtp8lqbcW5RHwhCiI0&hl=en&sa=X&ei=i1msUJvnL9TD0AHsiICwDw&sqi=2&ved=0CC4Q6AEwAA#v=onepage&q=rolling%20stone%20bryan%20adams%20album%20guide&f=false. Läst 14 november 2014